# Мгарские новомученики

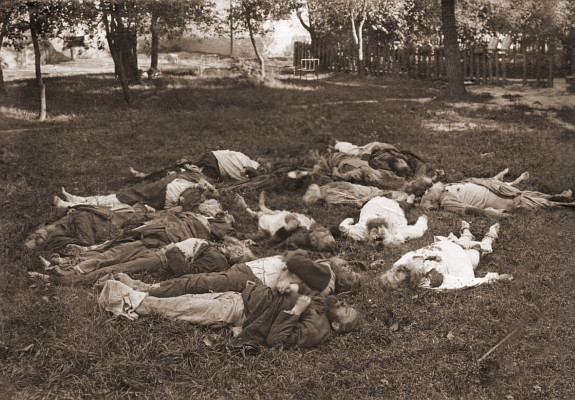
Убитые монахи.

Мга́рские преподобному́ченики (ум. в 1919 году) — шестнадцать монахов и игумен Амвросий из Спасо-Преображенского Мгарского монастыря, находившегося в селе Мгар, Лубенского района на Полтавщине возле реки Сула. Были убиты большевиками во время Гражданской войны. Канонизированы Украинской православной церковью 30 августа 2008 года.

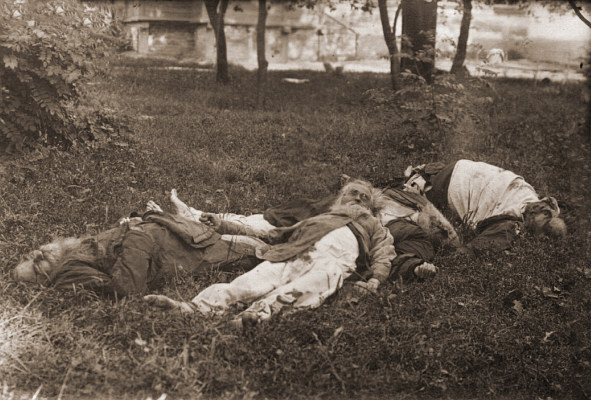
Убитые монахи.

## Обстоятельства гибели
10 июля 1919 года (по новому стилю) Мгарский монастырь был занят красноармейцами большевистского Антоновского полка. Монахам пришлось освободить почти все помещения, а самим переместиться в сарай.

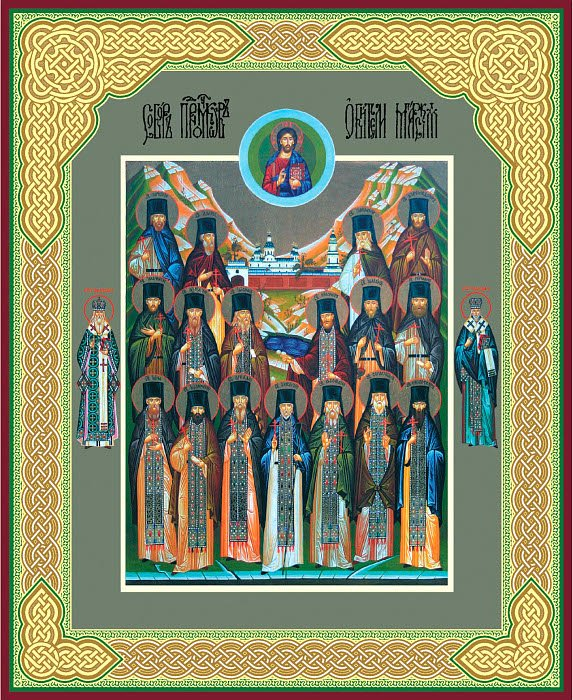
Икона Мгарских преподобномучеников с предстоящими Святителями Иоасафом Белгородским и Афанасием Цареградским и Дубне

В 20-х числах июля красноармейцы отступили под натиском частей Добровольческой армии, которые вошли в монастырь 14 августа, но уже на второй день «белые» были вынуждены отступить.
17 августа Красная Армия заняла монастырь во второй раз. На следующий день 24 монаха и настоятель игумен Амвросий были арестованы за помощь белогвардейцам.
Всех монахов вместе с настоятелем монастыря погнали в Лубны. Продержав два часа на вокзале, объявили, что их под конвоем направляют на работу в Лазирок. В селе Круглик, что в 7 километрах от Лубен, монахов догнал кавалерийский отряд красных и приказал охране разделить монахов на три группы.
Ночью 19 августа по новому стилю (6 августа по старому стилю), на пирятинском пути по приказу комиссара Бакая монахов расстреляли. Погибло семнадцать монахов во главе с игуменом Амвросием.
Восемь были ранены, но выжили: иеромонах Иларион, 67 лет; иеромонах Митрофан; иеромонах Феофил (в миру Федор Михайлов), 52 года; иеродиакон Исаакий (в миру Иван Паценко), 61 год; иеродиакон Нифонт, 51 год; иеродиакон Модест (в миру Матфей Дудка), 44 года; иеродиакон Евсевий (в миру Евфимий Юрченко), 42 года; монах Христиан (в миру Мирон Сидоренко), 49 лет.
8 мая 2008 года Священный синод УПЦ принял решение о канонизации игумена Амвросия и шестнадцати погибших вместе с ним монахов, которая состоялась 30 августа в Спасо-Преображенском Мгарском монастыре.

## Список Мгарских преподобномучеников
Украинской православной церковью с 2008 года преподобномучениками почитаются:
1. Игумен Амвросий
2. Иеромонах Аркадий
3. Иеромонах Иоанникий
4. Иеромонах Иона
5. Иеромонах Иосиф
6. Иеромонах Никанор
7. Иеромонах Афанасий
8. Иеромонах Феофан
9. Иеромонах Серапион
10. Иеромонах Никострат
11. Иеродиакон Юлиан
12. Монах Иоанникий
13. Монах Герман
14. Монах Назарий
15. Монах Парфений
16. Монах Патапий
17. Монах Доримедонт

## Память
Память — 6 августа (24 июля по ст. ст.).